# 岩松鼠屬
岩松鼠屬（学名：Sciurotamias），哺乳綱、囓齒目、松鼠科的一屬，而與岩松鼠屬（岩松鼠）同科的動物尚有松鼠屬（松鼠）、細趾黃鼠屬（細趾黃鼠）、南美俾格米松鼠屬（南美俾格米松鼠）、紅胸松鼠屬（紅胸松鼠）等之數種哺乳動物。

## 下属物种
本属包括以下物种：
- 岩松鼠 Sciurotamias davidianus (Milne-Edwards, 1867)
- 侧纹岩松鼠 Sciurotamias forresti (Thomas, 1922)